# Зейкань (повіт Хунедоара)
Зейкань, Зейкані (рум. Zeicani) — село у повіті Хунедоара в Румунії. Входить до складу комуни Сармізеджетуса.
Село розташоване на відстані 290 км на північний захід від Бухареста, 44 км на південь від Деви, 119 км на схід від Тімішоари.

## Населення
За даними перепису населення 2002 року у селі проживали 186 осіб, з них 185 осіб (99,5%) румунів. Рідною мовою 185 осіб (99,5%) назвали румунську.